# 祝宴!シェフ
『祝宴！シェフ』は2013年の台湾映画作品。チェン・ユーシュン監督の長編映画。日本では2013年の第26回東京国際映画祭で『総舗師 ― メインシェフへの道』の邦題で上映された後、2014年に『祝宴！シェフ』の邦題で劇場公開された。

## あらすじ
蝿師と呼ばれる台南の伝説的宴席料理人の娘シャオワンは料理下手。父の期待に背き、台北でモデルになったが、恋人の借金の保証人になったせいで、極道風の借金取りに追われる。故郷に帰ると、母は父の弟子に店の優良コックらを奪われ、細々と暮らしていた。ある時、政治家の宴席に自称「料理ドクター」の協力を得て出品したところ気に入られ、台北で行われる料理コンクールに出場することを勧められる。借金返済のため賞金目当てでコンクールに出場することを決めた母娘に、借金取り達や父の師「虎鼻師」や「召喚獣」と名乗るオタク三人組が協力者として関わり、事態は思いがけない方向に展開する。

## キャスト
シャオワン
演 - キミ・シア、声 - 勝田詩織
台北で暮らす売れないモデルの女性。蝿師と呼ばれた伝説的な宴席料理人「総舗師」である父を持つ。
恋人の借金を肩代わりさせられて夜逃げ同然に故郷である台南に戻り、借金返済のために父のレシピノートをもとに料理大会に出場する。
ルーハイ
演 - トニー・ヤン、声 - 西垣俊作
料理ドクターを自称する青年。数々の料理大会でアドバイスを行い、優勝請負人としての実績を持つ。
アイフォン
演 - リン・メイシュウ、声 - 平井まみ
蝿師の妻。夫が亡くなって以降は店を存続させようとしているが、本人は料理ができない。
生まれも育ちも台南であり、訛りがある。日本語吹替版では佐賀弁で表現されている。
蝿師
演 - クー・イーチェン、声 - 菊池康弘
「神」の称号を持つ、伝説的な宴席料理人。故人。
シャオワンの父。料理のできない娘に、秘伝のレシピノートを遺す。
召喚獣
演 - 許振得(魔獣ツァイ)、チェン・イェンツォ(野獣リュウ)、チェン・ユーアン(怪獣リー)
シャオワンの熱狂的ファンであるオタク3人組。

## スタッフ
- 監督・脚本：チェン・ユーシュン

## 受賞
- 第16回台北映画祭

助演女優賞 - リン・メイシュウ
美術賞
- 第13回ニューヨーク・アジア映画祭（英語版）

観客賞
- 第12回イタリア・アジア映画祭

観客賞